# Project Silence
Project Silence (hangul 탈출: 프로젝트 사일런스 lit. Escape: Project Silence) és una pel·lícula de thriller de desastres de Corea del Sud de 2023 coescrita i dirigida per Kim Tae-gon. Es va projectar a la secció Projeccions de Mitjanit del 76è Festival Internacional de Cinema de Canes el 21 de maig de 2023. La pel·lícula es va estrenar als cinemes a Corea del Sud el 12 de juliol de 2024. S'ha subtitulat a català.

## Argument
El pont de l'aeroport està a punt d'esfondrar-se i tots els supervivents s'han convertit en objectius. A causa de l'empitjorament de les condicions meteorològiques, el pont de l'aeroport s'ha tornat imprevisible. La gent està aïllada al pont, que està a punt de l'esfondrament a causa d'una cadena de xocs i una explosió. Enmig d'aquest caos, els gossos d'experimentació militar de 'Project Silence', que eren transportats en secret, són alliberats, i tots els supervivents es converteixen en els seus objectius. Aquests gossos ataquen indistintament als supervivents, creant una situació incontrolable.
Es revela que els gossos s'han desenvolupat originalment per ser gossos de rescat molt més eficaços fent-los reaccionar a veus humanes perquè puguin venir a rescatar les víctimes. No obstant això, l'exèrcit de Corea del Sud amb el suport dels governs dels EUA i de molts europeus decideixen convertir els gossos en gossos d'atac poderosos per caçar i eliminar terroristes, donant lloc al Projecte Silence. El projecte finalment va fracassar, ja que els gossos són incontrolables, ja que sovint ataquen els seus controladors.

## Cast
- Lee Sun-kyun com a Cha Jung-won, un ajudant presidencial que queda atrapat al pont de l'aeroport després d'un desastre.[5]
- Ju Ji-hoon com a Joe Park, un conductor de grua.
- Kim Hee-won com el Doctor Yang, l'investigador principal del "Projecte Silence".
- Moon Sung-keun com a Byeong-hak
- Ye Soo-jung com a Soon-ok
- Kim Tae-woo com a Jung Hyun-baek
- Park Hee-von com a Mi-ran
- Park Ju-hyun com a Yoo-ra
- Kim Su-an com a Cha Kyung-min, la filla de Jung-won.
- Ha Do-kwon com el capità Kang